# Teología mística (pseudo-Dionisio)
Teología mística es el nombre de una de las obras del Pseudo Dionisio, autor de los siglos V o VI.
Se trata de un escrito extremadamente corto pero que ha influido de una u otra forma en casi todos los autores místicos posteriores. Esta influencia fue inmediata en la teología oriental. En occidente, hubo que esperar a la traducción de Juan Escoto Erígena, en el siglo IX.
Se pueden encontrar precedentes en las obras de Gregorio de Nisa, en concreto en sus Homilías sobre el Cantar de los Cantares y la Vida de Moisés. 

## Contenido
La Teología mística de Dionisio trata algunos de los principales temas de la mística:
- Doble renuncia a los sentidos y a lo inteligible como medios apofáticos de la mística para alcanzar la unión con Dios.

Renunciemos a toda visión y conocimiento para ver y conocer lo invisible y lo incognoscible

- Dios como supraesencia, es decir, como causa suprema de la cual nada puede afirmarse o negarse por estar más allá de todo lo sensible y lo inteligible. Relacionado con este punto, la inefabilidad de la experiencia mística.
- Diferenciación entre la Teología afirmativa (Dios es X) y la Teología negativa (Dios no es X), no como vías contrarias sino complementarias de la Teología.
- La vía mística como subida al monte y la divina unión como llegada a la cima donde reina el divino silencio.
- La descripción de la no inteligibilidad de la experiencia mística como Rayo de tinieblas, Tinieblas del no saber, luminosa oscuridad, oscuridad que el entendimiento no puede comprender.

Estos temas aparecerán matizados o desarrollados por los autores místicos posteriores. Por ejemplo:
- Tinieblas del no saber es casi el título de una obra anónima de la mística inglesa del siglo XIV llamada La nube del no-saber y toma forma posteriormente en la Noche oscura del alma de San Juan de la Cruz. Nada hay sin embargo en San Dionisio de la angustia que el místico español atribuye a la etapa mística de la purgación del entendimiento.
- La subida es tema central en la mística de San Juan pero también en otras obras místicas como la Subida al monte Sion del franciscano español Bernardino de Laredo.
- Un tema apenas desarrollado por el Pseudo Dionisio en la Teología mística es el apagamiento de las potencias, tema que encontrará sucesivos desarrollos y mejoras en autores posteriores.